# Thénia (distrito)
Thénia é um distrito localizado na província de Boumerdès, Argélia, e cuja capital é a cidade de mesmo nome, Thénia que, sob o domínio francês, foi chamada Ménerville.[carece de fontes?]

## Municípios
O distrito está dividido em quatro municípios:
- Thénia
- Souk El-Had
- Beni Amrane
- Ammal

## Pessoas notáveis
- Círia
- Dio
- Firmo
- Gildão
- Hocine Soltani
- Mascezel
- Mazuca
- Nubel
- Samaco
- Yahia Boushaki